# Alto de Angliru
Die Alto de Angliru (oder Altu de L'Angliru) ist eine Aussichtsplattform, die sich in der spanischen Provinz Asturien in der Sierra del Aramo befindet. Sie liegt auf einer Höhe von 1558 Metern Seehöhe in der Gemeinde Riosa.
Die Aussichtsplattform kann über eine asphaltierte Straße erreicht werden, die aufgrund ihrer hohen Steigungsprozente bekannt ist. Die Auffahrt zählt zu den schwierigsten im Radsport und wird seit dem Jahr 1999 regelmäßig von der Vuelta a España befahren.

## Lage
Die Alto de Angliru liegt in der Sierra del Aramo, die ein Teil des Kantabrisches Gebirges ist. Unweit des Plateaus befinden sich die Pico la Gamonal (1721 m) und Pico Moncuevu (1718 m). Naheliegende Städte sind Oviedo und Gijón, die sich 20 bzw. 50 Kilometer nördlich befinden.

## Auffahrt
Die eigentliche Auffahrt beginnt beim Hostel Mirrador de Angliru auf einer Höhe von rund 670 Metern. Dieses kann entweder von Santa Eulalia aus nördlicher oder von La Vega aus südwestlicher Richtung erreicht werden.
Nachdem Abzweiger in Richtung Westen, weisen die letzten 8,4 Kilometer eine durchschnittliche Steigung von mehr als 10 % auf, wobei die ersten 1400 Meter und die letzten 400 Meter flach bzw. leicht abschüssig verlaufen. Nach dem anfänglichen Flachstück folgt ein kurvenreicher Kilometer mit engen, steilen Kehren der eine Durchschnittssteigung von fast 14 % aufweist. Zudem befindet sich hier mit dem Abschnitt Les Cabanes eine Rampe von rund 22 %. Auf den nächsten drei Kilometern werden fünf weitere Kehren befahren, die durch längere Geraden verbunden sind. Die Kilometerschnitte liegen zwischen zwölf und 14 %, wobei in den Kehren Les Picones und Cobayos erneut Steigungsprozente von mehr als 20 % erreicht werden. Rund 2,5 Kilometer vor der Aussichtsplattform wird im Abschnitt Cueña Les Cabres mit 23,5 % die maximale Steigung der Auffahrt erreicht. Der drittletzte Kilometer ist zudem mit einer durchschnittlichen Steigung von 17,5 % der anspruchsvollste des Anstiegs. Die Straße befindet sich nun über der Baumgrenze und führt entlang von rauen Felswänden. Der vorletzte Kilometer beinhaltet sieben Kehren und weist eine durchschnittliche Steigung von mehr als 13 % auf, wobei mit den Passagen El Aviru und Les Piedrusines erneut Rampen von rund 20 % absolviert werden müssen. Nach dem letzten Steilstück flacht die Straße ab und führt unrhythmisch zum höchsten Punkt des Anstiegs, der bereits 400 Meter vor der Aussichtsplattform erreicht wird. Auf den letzten Metern verläuft die Straße leicht abschüssig.

## Radsport
Der Anstieg auf die Alto de Angliru (auch bekannt als der Angliru) gilt als einer der schwierigsten im Radsport. Er wurde im Jahr 1999 erstmals von der Vuelta a España befahren, die nach einem Schlussanstieg suchte, der mit jenem von Alpe d’Huez bei der Tour de France oder dem Passo del Mortirolo beim Giro d’Italia mithalten konnte. Die Entdeckung des Angliru geht auf den damaligen Teamdirektor der ONCE-Mannschaft Miguel Prieto zurück, der in Asturien lebte und die Organisation im Jahr 1997 über den steilen Anstieg in Kenntnis setzte. In den letzten Tagen der Vuelta a España 1998 erwähnte Enrique Franco, der ehemalige Tour-Direktor der Spanien-Rundfahrt, gegenüber dem Radiosender SER den spanischen Mortirolo entdeckt zu haben und spielte damit auf jenen Anstieg an, der ihm von Miguel Prieto vorgeschlagen worden war. Nachdem die Gemeinde Riosa die Straße renoviert hatte, wurde der Anstieg unter dem Namen Alto de Angliru erstmals im Jahr 1999 im Rahmen der 8. Etappe befahren.
Der Angliru gilt mit seiner Höhe von 1558 Metern als Anstieg der höchsten Kategorie (Categoría especial). Die Auffahrt erfolgt stets von La Vega und weist auf einer Länge von 12,5 Kilometern eine durchschnittliche Steigung von 9,8 % auf.

### Vuelta a España
Die erste Befahrung des Angliru fand im Jahr 1999 im Rahmen der 8. Etappe bei dichtem Nebel statt. Nach dem Start in León führte die 175,6 Kilometer lange Strecke über den Puerto de Ventana (1500 m), die Alto de la Cobertoria (1179 m) und Alto del Cordal (780 m), ehe das Ziel auf der Alto de Angliru erreicht wurde. Den Etappensieg sicherte sich der Spanier José María Jiménez aus der Ausreißergruppe, während Abraham Olano das Goldene Trikot des Gesamtführenden verteidigte. Der Anstieg sorgte für große Zeitabstände zwischen den Gesamtklassement-Fahrern, wobei sich Roberto Heras als stärkster Fahrer präsentierte und für eine Selektion auf den ersten steileren Rampen sorgte.
Nur ein Jahr nach der Erstbefahrung kehrte der Angliru im Jahr 2000 auf der 16. Etappe ins Programm der Spanien-Rundfahrt zurück. Vor der Etappe lagen Roberto Heras und Ángel Casero zeitgleich auf dem ersten Rang der Gesamtwertung, wobei der erstgenannt das Goldene Trikot trug. Im Schlussanstieg distanzierte Roberto Heras seinen Kontrahenten und absolvierte die letzten neun Kilometer dreieinhalb Minuten schneller. Auf den nachfolgenden Etappen verteidigte Roberto Heras die Gesamtführung und gewann seine erste Vuelta a España. Der zweite Etappensieg ging mit dem Italiener Gilberto Simoni erneut an einen Fahrer aus der Ausreißergruppe. Im Jahr 2002 erwies sich Roberto Heras erneut als stärkster Fahrer auf dem Angliru. Der Spanier gewann die Etappe mit einem Vorsprung von mehr als eineinhalb Minuten und übernahm das Goldene Trikot. Hinter dem Etappensieger blieb David Millar vor der Ziellinie stehen und weigerte sich diese zu überqueren. Der Brite, der in der Gesamtwertung auf dem neunten Rang lag, nahm seine Startnummern ab, wodurch er die Etappe offiziell nicht beendete und die Rundfahrt verlassen musste. Als er die Ziellinie überquerte rief er: „Wir sind keine Tiere und das hier ist unmenschlich“, womit er seinem Frust über den Schlussanstieg Ausdruck verlieh. David Millar war zuvor in der Abfahrt des Alto del Cordal gestürzt und im vom Regen nassen Anstieg des Angliru von einem Teamfahrzeug angefahren worden. Zudem waren die Polizisten auf dem Schlussanstieg mit den Menschenmassen überfordert gewesen, sodass die Begleitfahrzeuge immer wieder zum Stillstand kamen und Probleme hatten auf der nassen und steilen Straße zu starten. Nach der Etappe entschuldigte sich David Millar für sein Verhalten bei seiner Mannschaft, die die letzten sechs Etappen ohne ihn absolvieren musste.
Nach längerer Abwesenheit kehrte der Angliru im Jahr 2008 ins Programm der Spanien-Rundfahrt zurück. Den Etappensieg sicherte sich der Spanier Alberto Contador, der sich mit einem Vorsprung von 42 Sekunden vor seinem Landsmann Alejandro Valverde durchsetzte und das Goldene Trikot des Gesamtführenden von Egoi Martínez übernahm, der bereits auf den ersten Kilometern des Anstiegs zurückgefallen war und mehr als sieben Minuten verlor. Alberto Contador gab die Gesamtführung auf den nachfolgenden Etappen nicht mehr ab und fixierte seinen ersten Vuelta a España-Sieg. Im Jahr 2011 sorgte Juan José Cobo für den nächsten spanischen Triumph auf der Alto de Angliru. In den steilen Rampen den Schlussanstiegs distanzierte er die Teamkollegen Bradley Wiggins und Chris Froome, die im Vorfeld der Etappe auf den ersten beiden Plätzen der Gesamtwertung lagen. Juan José Cobo übernahm das zwischenzeitlich Rote Trikot des Gesamtführenden und gab dieses bis Madrid nicht mehr ab. Nach einem positiven Dopingtest wurde Juan José Cobo der Gesamtsieg jedoch aberkannt, wodurch der Etappensieg auf der Alto de Angliru auf den Niederländer Wout Poels überging. Im Jahr 2013 fand die Bergankunft auf dem Angliru erstmals im Rahmen der 20. Etappe und somit in den letzten Tagen der Spanien-Rundfahrt statt. Vor der Etappe lag der US-Amerikaner Christopher Horner nur drei Sekunden vor dem Vorjahressieger Vincenzo Nibali, wodurch der Anstieg über den Ausgang der Gesamtwertung entschied. Nach mehreren Angriffen von Vinzenzo Nibali distanzierte Christopher Horner seinen Kontrahenten im dichten asturischen Nebel rund und krönte sich mit 42 Jahren zum bis dato ältesten Gewinner einer Grand Tour. Den Etappensieg sicherte sich der Franzose Kenny Elissonde, der sich aus der Ausreißergruppe durchgesetzte. Im Jahr 2017 wurde der Angliru erneut auf der 20. Etappe befahren. Der Spanier Alberto Contador setzte sich auf der letzten Bergetappe seiner Karriere im untern Teil des Anstiegs von der Gruppe um den Gesamtführenden Chris Froome ab und feierte nach dem Jahr 2008 seinen zweiten Etappensieg auf der Alto de Angliru. Auf den letzten Metern setzte sich Chris Froome gemeinsam mit seinem Teamkollegen Wout Poels von den übrigen Favoriten ab sicherte sich somit den Gesamtsieg der Rundfahrt, nachdem er wenige Wochen zuvor auch die Tour de France für sich entschieden hatte.
Im Jahr 2020 gewann Hugh Carthy mit der 12. Etappe als erster Brite auf dem berüchtigten Schlussanstieg. Der Gesamtführende Primož Roglič verlor im oberen Teil den Kontakt zu den anderen Gesamtklassement-Fahrern und musste das Rote Trikot an Richard Carapaz abgeben. Drei Jahre später gewann Primož Roglič auf der 17. Etappe die Bergankunft auf der Alto de Angliru vor seinem Teamkollegen Jonas Vingegaard. Die beiden distanzierten dabei jedoch ihren Mannschaftskollegen Sepp Kuss, der zu diesem Zeitpunkt das Rote Trikot trug. Im Vorfeld der Etappe belegten die drei Jumbo-Visma-Fahrer souverän die ersten drei Plätze in der Gesamtwertung, wobei die Leader-Rolle nicht eindeutig vergeben worden war. Schlussendlich verteidigte Sepp Kuss das Rote Trikot an seinem 29. Geburtstag nur um acht Sekunden. Die Fahrweise der Jumbo-Visma Mannschaft sorgte für heftige Kritik, da sich Sepp Kuss in den Jahren zuvor stets in die Dienste seiner beiden Kapitäne gestellt hatte und Primož Roglič unterstützt hatte als dieser drei Jahre zuvor Zeit am Angliru verlor.
| Jahr | Etappe     | Bergwertung   | Fahrer             | Auffahrt |
| ---- | ---------- | ------------- | ------------------ | -------- |
| 1999 | 8. Etappe  | ESP Kategorie | José Maria Jiménez | La Vega  |
| 2000 | 16. Etappe | ESP Kategorie | Gilberto Simoni    | La Vega  |
| 2002 | 15. Etappe | ESP Kategorie | Roberto Heras      | La Vega  |
| 2008 | 13. Etappe | ESP Kategorie | Alberto Contador   | La Vega  |
| 2011 | 15. Etappe | ESP Kategorie | Juan José Cobo*    | La Vega  |
| 2013 | 20. Etappe | ESP Kategorie | Kenny Elissonde    | La Vega  |
| 2017 | 20. Etappe | ESP Kategorie | Alberto Contador   | La Vega  |
| 2020 | 12. Etappe | ESP Kategorie | Hugh Carthy        | La Vega  |
| 2023 | 17. Etappe | ESP Kategorie | Primož Roglič      | La Vega  |

* aberkannt wegen positivem Dopingtest, der Niederländer Wout Poels rückte als Etappensieger nach.